# Анна (нэнго)
Анна, или Анва (яп. 安和 анна, анва, спокойная гармония) — девиз правления (нэнго) японских императоров Рэйдзэя и Энъю с 968 по 970 год .

## Продолжительность
Начало и конец эры:
- 13-й день 8-й луны 5-го года Кохо (по юлианскому календарю — 8 сентября 968 года);
- 25-й день 3-й луны 3-го года Анна (по юлианскому календарю — 3 мая 970 года).

## Происхождение
Название нэнго было заимствовано:
- из 19-го цзюаня «Ли цзи»:「是故治世之音、安以楽、其政和」(Перевод: «Основа управления людьми в древности — это политика гармонии, которую [несёт] успокаивающая музыка»)[4];
- из 22-го цзюаня «Ханьшу»:「四時舞者、孝文所作、以明示天下之安和」[4].

## События
- 968 год (6-я луна 1-го года Анна) — Фудзивара-но Санэёри получил титул кампаку[6];
- 29 ноября 968 года (26-й день 10-й луны 1-го года Анна) — будущий император Кадзан родился в доме Канэхито-синно[7];
- 969 год (10-я луна 2-го года Анна) — скончался садайдзин Фудзивара-но Моротада[8];
- 969 год (12-я луна 2-го года Анна) — кампаку Фудзивара-но Санэёри отпраздновал своё 70-летие[8];
- 969 год (2-й год Анна) — неудачная попытка государственного переворота родом Минамото и установление фактической диктатуры рода Фудзивара при дворе благодаря этому. События получили название инцидента годов Анна (яп. 安和の変 анна но хэн)[9].

## Сравнительная таблица
Ниже представлена таблица соответствия японского традиционного и европейского летосчисления. В скобках к номеру года японской эры указано название соответствующего года из 60-летнего цикла китайской системы гань-чжи. Японские месяцы традиционно названы лунами.
| 1-й год Анна (Земляной Дракон)      | 1-я луна*     | 2-я луна   | 3-я луна* | 4-я луна  | 5-я луна  | 6-я луна*              | 7-я луна  | 8-я луна*  | 9-я луна    | 10-я луна* | 11-я луна* | 12-я луна  |               |
| ----------------------------------- | ------------- | ---------- | --------- | --------- | --------- | ---------------------- | --------- | ---------- | ----------- | ---------- | ---------- | ---------- | ------------- |
| Юлианский календарь                 | 2 февраля 968 | 2 марта    | 1 апреля  | 30 апреля | 30 мая    | 29 июня                | 28 июля   | 27 августа | 25 сентября | 25 октября | 23 ноября  | 22 декабря |               |
| 2-й год Анна (Земляная Змея)        | 1-я луна*     | 2-я луна   | 3-я луна  | 4-я луна* | 5-я луна  | 5-я луна* (високосная) | 6-я луна  | 7-я луна   | 8-я луна*   | 9-я луна   | 10-я луна* | 11-я луна  | 12-я луна*    |
| Юлианский календарь                 | 21 января 969 | 19 февраля | 21 марта  | 20 апреля | 19 мая    | 18 июня                | 17 июля   | 16 августа | 15 сентября | 14 октября | 13 ноября  | 12 декабря | 11 января 970 |
| 3-й год Анна (Металлическая Лошадь) | 1-я луна*     | 2-я луна   | 3-я луна* | 4-я луна  | 5-я луна* | 6-я луна               | 7-я луна  | 8-я луна*  | 9-я луна    | 10-я луна  | 11-я луна* | 12-я луна  |               |
| Юлианский календарь                 | 9 февраля 970 | 10 марта   | 9 апреля  | 8 мая     | 7 июня    | 6 июля                 | 5 августа | 4 сентября | 3 октября   | 2 ноября   | 2 декабря  | 31 декабря |               |

* звёздочкой отмечены короткие месяцы (луны) продолжительностью 29 дней. Остальные месяцы длятся 30 дней.